# Турнир претендентов по шахматам 2026
Турнир претендентов 2026 — шахматный турнир, который будет проходить в два круга при восьми участниках в 2026 году. Являлся заключительным этапом серии турниров для определения претендента, который должен был сыграть с действующим чемпионом мира — индиец Гукеш Доммараджу.

### Изменение правил квалификации на турнир претендентов[1]
| Метод квалификации                                          | Игрок           | Возраст | рейтинг (июль 2025) | Место в мировом рейтинге |
| ----------------------------------------------------------- | --------------- | ------- | ------------------- | ------------------------ |
| Победитель 2024 FIDE Circuit                                | Фабиано Каруана | 32      | 2784                | 3                        |
| Тройка лидеров Кубка мира FIDE 2025                         | неизвестно      |         |                     |                          |
| Тройка лидеров Кубка мира FIDE 2025                         | неизвестно      |         |                     |                          |
| Тройка лидеров Кубка мира FIDE 2025                         | неизвестно      |         |                     |                          |
| Первые два места в Большой швейцарке ФИДЕ 2025              | неизвестно      |         |                     |                          |
| Первые два места в Большой швейцарке ФИДЕ 2025              | неизвестно      |         |                     |                          |
| Победитель 2025 FIDE Circuit                                | неизвестно      |         |                     |                          |
| Наивысшее место в Рейтинге ФИДЕ (август 2025 — январь 2026) | неизвестно      |         |                     |                          |

В отличие от других турниров претендентов и любого цикла чемпионата мира]] ФИДЕ (за исключением 1999–2004 годов в период раздельного титула), для финалиста предыдущего чемпионата (Дин Лижэня ) не предусмотрено автоматическое место. В качестве компенсации чемпионат 2024 года будет считаться турниром, подходящим для участия в FIDE Curcuit 2025 , а финалист получит специальные бонусные очки для участия в FIDE Circuit 2025